# 浅倉一男
浅倉 一男（あさくら かずお、1982年7月24日 - ）は、日本の俳優、歌手。
埼玉県出身。アクロス エンタテインメント所属。

## 来歴
ジャニーズ事務所に入所し、「浜田一男」の名前でジャニーズJr.として活動する。同期に滝沢秀明がいる。V6など先輩のバックダンサーをつとめる他、1996年放送のKinKi Kidsの冠番組『それ行けKinKi大放送』にそれ行けトリオとして出演した。その他、TOKYO浜松町のメンバーとしても活動。
1999年、写真週刊誌『フライデー』に飲酒と喫煙という不祥事が掲載され、ジャニーズ事務所を退所。その後、2001年4月23日より「浅倉一男」として前田耕陽の芸能事務所（当時）「ガディス・プロダクション」に入所し、活動再開。その後は事務所をわたり歩きながらもインディーズレーベルから歌手としてCDをリリースし、ライブ活動をしながら俳優として映画や舞台で活動する。
2003年からバードランドミュージック、2005年から東京俳優生活協同組合に所属していた。2008年より株式会社アクロス エンタテインメントに移籍。
2009年9月19日、元ジャニーズJr.で活躍していた尾身和樹、鎌田淳、三浦勉でユニット「cLover」を結成。2015年には新宿・歌舞伎町のバーで働きながら芸能活動を続ける。
2017年3月29日、ダンスヴォーカルユニット「RED ROSE」を結成。2018年9月19日、卒業。
2019年、舞台『CHAIN〜因縁の連鎖〜』で演出家デビュー。

## 出演

### 舞台
- グロリアスな女たち （2002年3月30日・31日：群馬ながめ余興場、4月5日 - 7日：東京グローブ座）
- LIVE ON 新撰組 （2003年6月12日 - 15日、かめありリリオホール） - 藤堂平助 役
- シンドバッドの大冒険2003 〜魔神島の決戦〜（2003年8月13日 - 20日、府中の森芸術劇場）- ルーサ 役
- リボンの騎士（2003年11月3日 - 24日、ハーモニーホール座間・ティアラこうとう）- プラスチック 役
- ミュージカル 『美少女戦士セーラームーン』（2004年7月20日 - 8月13日：全国公演、8月21日 - 9月2日・2005年1月2日 - 16日：サンシャイン劇場） - サーペン 役
- 作者をせかす六人の主人公たち（2009年2月11日 - 15日、東京芸術劇場中ホール）
- クルワスター第1回公演「セクシーポテトの発明」（2009年3月24日・25日、千本桜ホール）
- 4つの駒 -THE FOUR PIECES-（2011年9月3日 - 8日、青山円形劇場）
- 裁判長!ここは懲役4年でどうすか The Stage（2012年1月25日 - 29日、全労済ホール スペース・ゼロ）
- Stylish shine!! PROJECT Vol.2「Re-miniscence」（2012年10月31日 - 11月4日、池袋シアターグリーン BIG TREE THEATER）
- 殿といっしょ（2012年11月21日 - 29日、前進座劇場） 長尾景虎(上杉謙信) 役
- 義魂BROTHERS 四周年記念公演 「トロンプルイユ 〜ダマって私にダマされて〜」 （2013年9月13日 - 23日、上板橋greendoor） 主演
- Yプロジェクト 第17回プロデュース公演「デジャブの春」（2014年4月11日 - 13日、渋谷区文化総合センター 伝承ホール）
- 「天国の脚本家 冴嶋コーキ」〜私の脚本で、もう一度人生をやり直してみませんか〜（2015年9月3日 - 6日、上野ストアハウス）
- なめくじ劇場LIVE4（2018年4月13日 - 15日、渋谷・サラヴァ東京）
- 朱を喰らうモノの月（2018年10月31日 - 11月4日、新宿村LIVE）- ヴィラル 役[7]
- YAhHoo!!!!（2022年5月11日 - 15日、あうるすぽっと） - 浜花優治 役[8]
- 桃太郎 〜芥川龍之介ver.〜（2024年6月12日 - 16日、六行会ホール）[9]

### テレビドラマ
- 出世と左還（1996年5月13日、TBS）
- 心の扉（1998年8月22日、日本テレビ、24時間テレビ内）- 秀一 役
- BOYS BE…Jr.（1998年、日本テレビ）
  - 第4回「マジカルキッスは誰がために！？」主演・コウジ 役
  - 第7回「お邪魔DEカップル5×5」
  - 第9回「教えて！My teacher」主演・岡田 役
  - 第10回「イケてる男 大改造計画」
- 「激漫ティービー」内ショートドラマ「激殺女蠍野球団 〜 愛しの甲子園」8話 - 12話（2004年11月24日 - 12月、テレビ東京）

### 映画
- 呪戒 JUKAI（2003年）
- ロマンス・ミシン・イソフラボン（2006年）- 主演・二ノ宮龍之介 役

### バラエティ・歌番組
- 愛LOVEジュニア（1996年 - 1998年、テレビ東京）[要出典]
- それ行けKinKi大放送（1996年 - 1998年、日本テレビ）[2]
- ミュージック・ジャンプ（1997年 - 1998年、NHK BS2）[要出典]
- めちゃイケSP「岡村オファーがきましたシリーズ」（1997年10月4日、フジテレビ）[要出典]
- SHOW-NEN J（1997年 - 1998年、朝日放送）[要出典]
- Gyu!と抱きしめたい!（1998年、日本テレビ）[10]
- 8時だJ（1998年 - 1999年、テレビ朝日）[要出典]

## ディスコグラフィ

### シングル
- DREAM（2000年9月30日）
- Believe yourself（2003年8月20日）

- THE NEW GATE(2018年2月9日)

### アルバム
- Birth（2004年2月4日）
- Tears（2005年2月4日）